# Pierre Pujo
Pour les articles homonymes, voir Pujo (homonymie).
Pierre Pujo, né le 19 novembre 1929 à Boulogne-Billancourt et mort à Paris 14e le 10 novembre 2007, est un journaliste, essayiste, patron de presse, homme politique et militant royaliste français.
Il est le fils de Maurice Pujo (cofondateur de la Revue d'Action française aux côtés de Charles Maurras en 1899) et d'Élisabeth Bernard.

## Éléments biographiques
Il fut élève au collège des jésuites de Lyon pendant l'occupation, puis au collège Stanislas à Paris après la Libération. Il commença à militer dès l'âge de 15 ans dans les rangs de l'Action française. Par la suite, il intégra l'Institut d'études politiques de Paris, où il fut le condisciple de Jacques Chirac.
Après une licence en droit et ès lettres, il a été formé à l'Institut technique de banque (ITB) pour se destiner à une carrière bancaire (il a travaillé pendant onze ans au Crédit lyonnais).
De 1962 à 1966, il dirige le journal des étudiants de la Restauration nationale, AF Université, puis l'hebdomadaire Aspects de la France qui deviendra L'Action française hebdo en 1992 et dans lequel son éditorial se voulait une « leçon de politique française ».
Pujo était le président du Comité directeur de l'Action française et directeur du bimensuel royaliste, nationaliste et souverainiste L'Action française 2000 (nouveau nom de L'Action française hebdo), publication liée au Centre royaliste d'Action française. Il est l'auteur de quelques ouvrages qui retracent l'histoire du mouvement d'Action française dont son père fut l'un des membres fondateurs avec Henri Vaugeois et Charles Maurras. Pierre Pujo croyait à la spécificité de la tradition royaliste française remontant aux capétiens et soutenait la légitimité de la Maison d'Orléans.
Pierre Pujo faisait également usage, ponctuellement, du nom de plume « Jacques Cépoy », dans les colonnes du bimensuel L'Action française 2000, notamment pour signer des éditoriaux.
Parmi les prises de position qui ont marqué sa carrière, on peut noter l'hostilité à l'indépendance de l'Algérie, ou la lutte victorieuse pour le maintien de l'île de Mayotte au sein de la communauté nationale française en 1976. Plus tard, il observa la montée du Front national en faisant preuve d'un esprit critique.
En 2002, il a appelé à voter pour Jean-Pierre Chevènement au premier tour, attiré par son concept classique et patriotique de la politique. En 2007, il a appelé à voter pour Jean-Marie Le Pen en raison de son opposition au traité modificatif, tout en exprimant des réserves à l'égard de ce dernier, comme la commémoration de la bataille de Valmy par le Front national en septembre 2006.
Il a une sœur, Marielle Pujo.

## Publications
- Aspects de la vie politique, t. 1, Paris, Éd. Restauration nationale, [1968].
- Aspects de la vie politique, t. 2, L'Allemagne tout entière et ses périls, Paris, Éd. Restauration nationale, [1968] (Extrait de Aspects de la France, 1966-1967).
- Aspects de la vie politique, t. 3, Les Progressistes sur la sellette, Paris, Éd. Restauration nationale, [1968] (Extrait de Aspects de la France, 1966-1967).
- Aspects de la vie politique, t. 4, Défense du nationalisme, Paris, Éd. Restauration nationale, [1968].
- La Droite nationale et nous, Paris, Notre avenir français, 1969 (Extrait de Aspects de la France, 21 août 1969).
- Actualité de la monarchie, Paris, Éd. Restauration nationale, 1974 (Texte d'une conférence prononcée en janvier et février 1974 sous le titre : « Le Vrai visage de la monarchie »).
- Mayotte 79. La France dans l'océan Indien, Paris, Éd. Aspects de la France, [1979].
- L'Action française et la Maison de France, congrès d'Action française, Paris, 5 décembre 1987, Paris, Éd. Restauration nationale, 1987.
- La Monarchie aujourd'hui, Paris, France-Empire, 1988.  (ISBN 2-7048-0593-8)
- « Postface » à la rééd. de Maurice Pujo, Les Camelots du roi, Paris, Les Éditions du Manant, 1989.
- Mayotte la française, Paris, France-Empire, 1993.  (ISBN 270480723X)
- « Préface » à François Marie Algoud, France, notre seule patrie. Mises au point, Chiré-en-Montreuil, Éditions de Chiré, 2001.  (ISBN 2-85190-098-6)
- Un demi-siècle d'Action française (1944-1999), Paris, Éditions Godefroy de Bouillon, 1999.  (ISBN 2841910849)
- L'Autre résistance : L'Action française sous l'Occupation, Paris, Éditions Godefroy de Bouillon, 2004.  (ISBN 2841911705)
- (dir.), avec Sarah Blanchonnet, Stéphane Blanchonnet, Grégoire Dubost (et al.), Le trésor de l'Action française, Lausanne et Paris, L'Âge d'homme, 2006.